# Silverlejonet för bästa regi
Silverlejonet för bästa regi (italienska: Leone d'argento - Premio speciale per la regia) delas ut vid filmfestivalen i Venedig varje år sedan 1990. Från 1953 till 1957 delades Silverlejonet ut till filmer som ett andrapris, bakom Guldlejonet. Sedan 1988 har Silverlejonet tilldelats en eller flera filmer som nominerats, men inte vunnit, Guldlejonet samma år (se Juryns stora pris (Venedig)).

## Vinnare av Silverlejonet för bästa regi
- 1990: Martin Scorsese för Maffiabröder
- 1991: Philippe Garrel för J'entends plus la guitare, Terry Gilliam för Fisher King och Zhang Yimou för Den röda lyktan
- 1992: Bigas Luna för Jamón, jamón, Dan Pița för Hotel de lux och Claude Sautet för Ett vinterhjärta
- 1993: Ingen vinnare
- 1994: James Gray för Little Odessa, Peter Jackson för Svarta änglar och Carlo Mazzacurati för Il toro
- 1995–1997: Ingen vinnare
- 1998: Emir Kusturica för Svart katt, vit katt
- 1999: Zhang Yuan för Guo nian hui jia
- 2003: Takeshi Kitano för Zatōichi
- 2004: Kim Ki-duk för Järn 3:an
- 2005: Philippe Garrel för Les Amants réguliers
- 2006: Alain Resnais för Cœurs
- 2007: Brian De Palma för Redacted
- 2008: Aleksej German för Bumazjnyj soldat
- 2009: Shirin Neshat för Kvinnor utan män
- 2010: Álex de la Iglesia för The Last Circus
- 2011: Cai Shangjun för People Mountain People Sea
- 2012: Paul Thomas Anderson för The Master
- 2013: Alexandros Avranas för Miss Violence
- 2014: Andrej Kontjalovskij för Belyje notji potjtalona Alekseja Trjapitsyna
- 2015: Pablo Trapero för Klanen
- 2016: Amat Escalante för Det främmande och Andrej Kontjalovskij för Ray
- 2017: Xavier Legrand för Custody
- 2018: Jacques Audiard för The Sisters Brothers
- 2019: Roy Andersson för Om det oändliga
- 2020: Kiyoshi Kurosawa för Wife of a Spy
- 2021: Jane Campion för The Power of the Dog